# 黒部駅
黒部駅（くろべえき）は、富山県黒部市天神新にある、あいの風とやま鉄道線の駅。
2015年3月14日の北陸新幹線開業による経営移管までは、西日本旅客鉄道（JR西日本）北陸本線の駅であった。

## 歴史

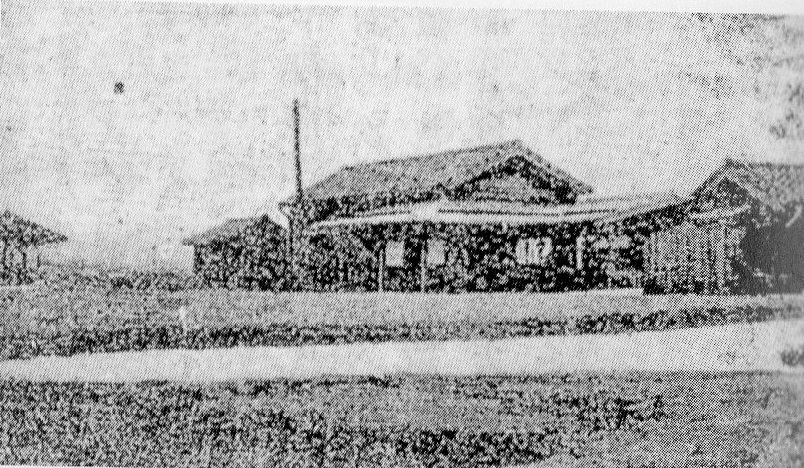
開通当初の三日市駅（現：黒部駅）

1964年（昭和39年）頃の黒部駅駅舎

- 1910年（明治43年）4月16日：国有鉄道北陸本線の魚津駅 - 泊駅間延伸に伴い、三日市駅（みっかいちえき）として開業する[1]。
- 1956年（昭和31年）4月10日：黒部駅に改称する[2][3]。
- 1961年（昭和36年）9月29日：当駅 - 魚津駅間に片貝信号場が開業する[4]。
- 1965年（昭和40年）
  - 8月25日：富山操車場 - 泊駅間が交流電化する[5]。
  - 10月：当駅に初めて急行黒部が停車する[6]。
  - 12月10日：当駅 - 生地駅間が複線化する[5]。
- 1967年（昭和42年）8月3日：2代目の現駅舎に改築する[7]。鉄筋コンクリート平屋建で、旧駅舎の1.5倍の広さを有する[7]。
- 1969年（昭和44年）
  - 6月17日：当駅 - 片貝信号場間が複線化し、片貝信号場が廃止される[4][5]。
  - 10月1日：営業範囲を改正し、手荷物及び小荷物の配達取扱を廃する[8]。
- 1972年（昭和47年）：駅前に浦山一雄制作のブロンズ像「詩」設置[9]。
- 1974年（昭和49年）10月1日：営業範囲を改正し、旅客、荷物及び車扱貨物の取扱を行う駅となる[10]。
- 1978年（昭和53年）10月：当駅に初めて特別急行が停車する[11]。
- 1984年（昭和59年）2月1日：営業範囲を改正し、一般の車扱貨物の取扱を廃止して、貨物の取扱を専用線発着車扱貨物に限る[12]。
- 1985年（昭和60年）3月14日：営業範囲を改正し、荷物の取扱を廃止する[13]。
- 1986年（昭和61年）3月31日：当駅に初めてみどりの窓口を開設する[14]。
- 1987年（昭和62年）
  - 2月5日：営業範囲を改正し、荷物（但し新聞紙に限る）の取扱を開始する[15]。
  - 3月26日：駅前ロータリー北側の市有地（国鉄官舎跡地）686m2の敷地に400台収容の駐輪場が完成[16]。
  - 4月1日：国鉄分割民営化により、西日本旅客鉄道（JR西日本）・日本貨物鉄道（JR貨物）の駅となる[4]。
- 1994年（平成6年）3月21日：日本貨物鉄道（JR貨物）の駅において営業範囲を改正し、専用線発着コンテナ貨物及び車扱貨物の取扱を開始する[4]。
- 1996年（平成8年）3月16日：日本貨物鉄道（JR貨物）の駅において営業範囲を改正し、専用線発着コンテナ貨物及び車扱貨物の取扱を廃して、駅頭に広告した期間に限って車扱貨物を取扱う駅となる[4]。
- 2015年（平成27年）
  - 3月14日：北陸新幹線金沢延伸開業に伴い、JR西日本の駅はあいの風とやま鉄道へ移管される[17]。
  - 3月26日：あいの風とやま鉄道の駅でICカード「ICOCA」供用開始[18]。
- 2016年（平成28年）4月1日：日本貨物鉄道（JR貨物）の駅が廃止され、貨物の取扱が終了[19]。

## 駅構造
単式ホーム1面1線と島式ホーム1面2線、合計2面3線のホームを持つ地上駅。単式ホーム（1番線）は駅舎に接し、島式ホーム（2・3番線）とは跨線橋で連絡している。エレベーターやエスカレーターは設置されていない。ホーム西側には側線が数本残っている。駅舎内には待合室と便所がある。かつては売店もあった。
JR西日本時代は富山地域鉄道部管理の直営駅で、みどりの窓口を有し、マルス端末やみどりの券売機を備えた。あいの風とやま鉄道への経営移管後も、同社の直営駅として運営されており、みどりの窓口も引き続き設置されている。

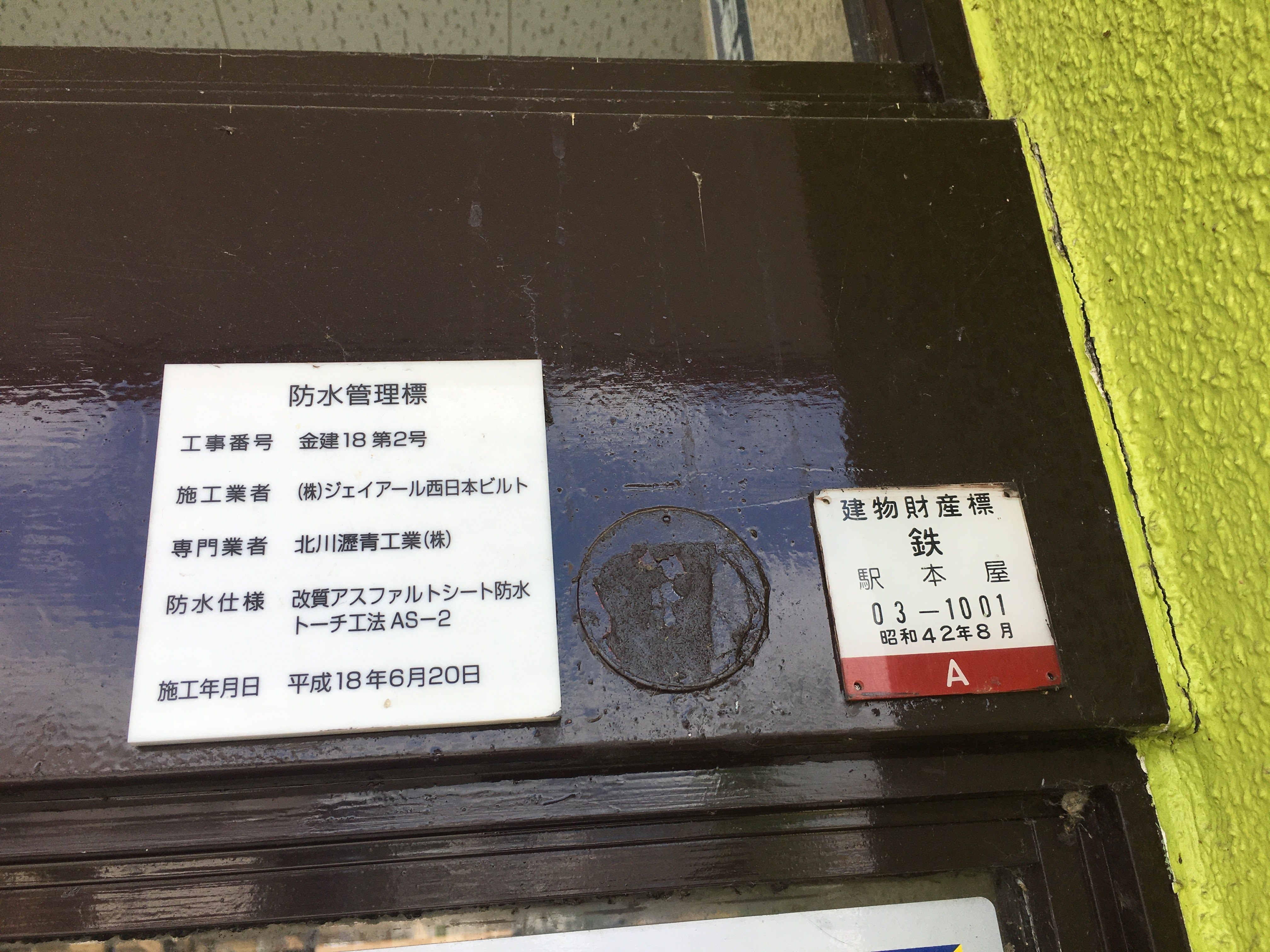
駅舎本屋建物財産標
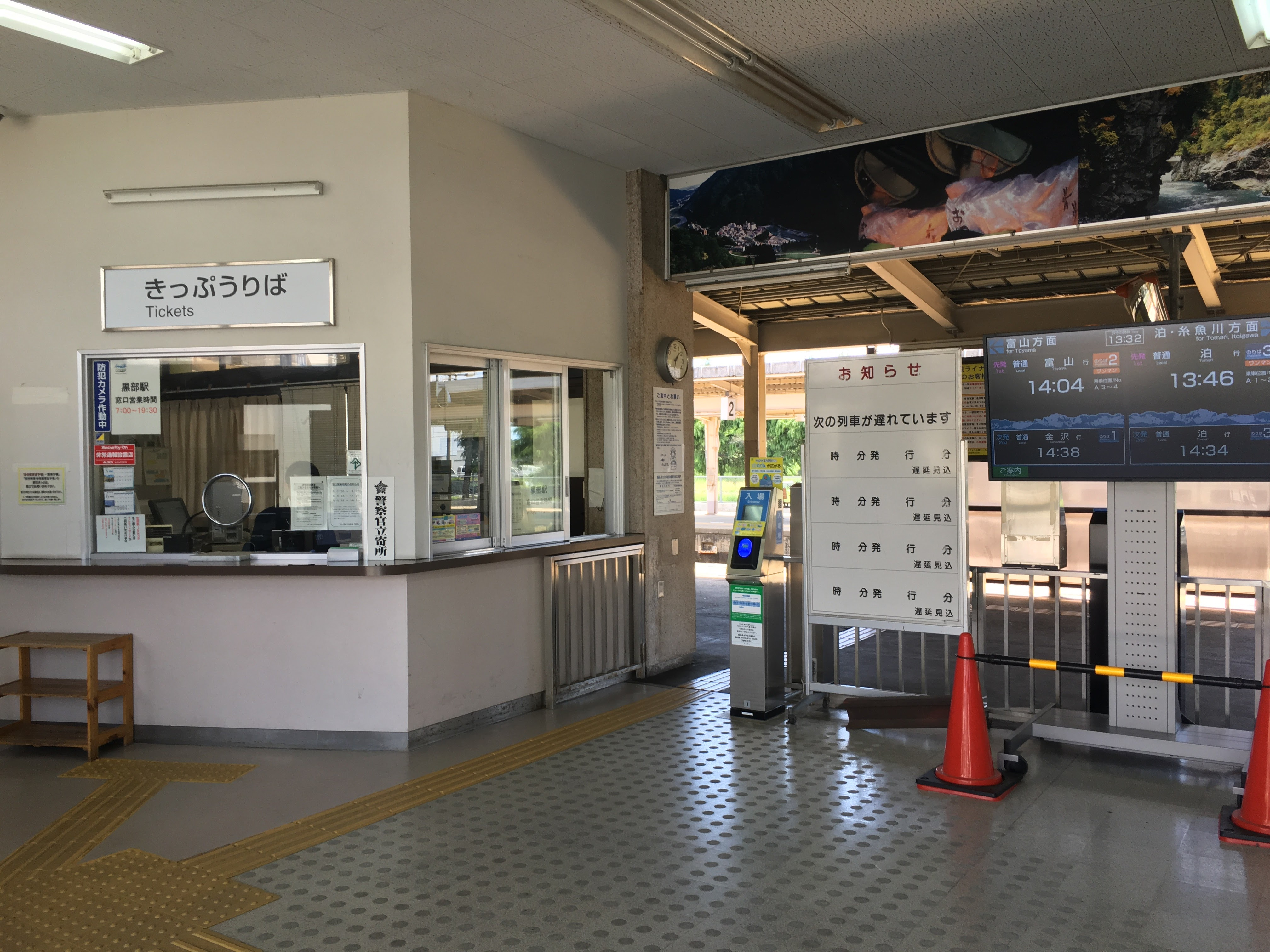
改札及び出札口
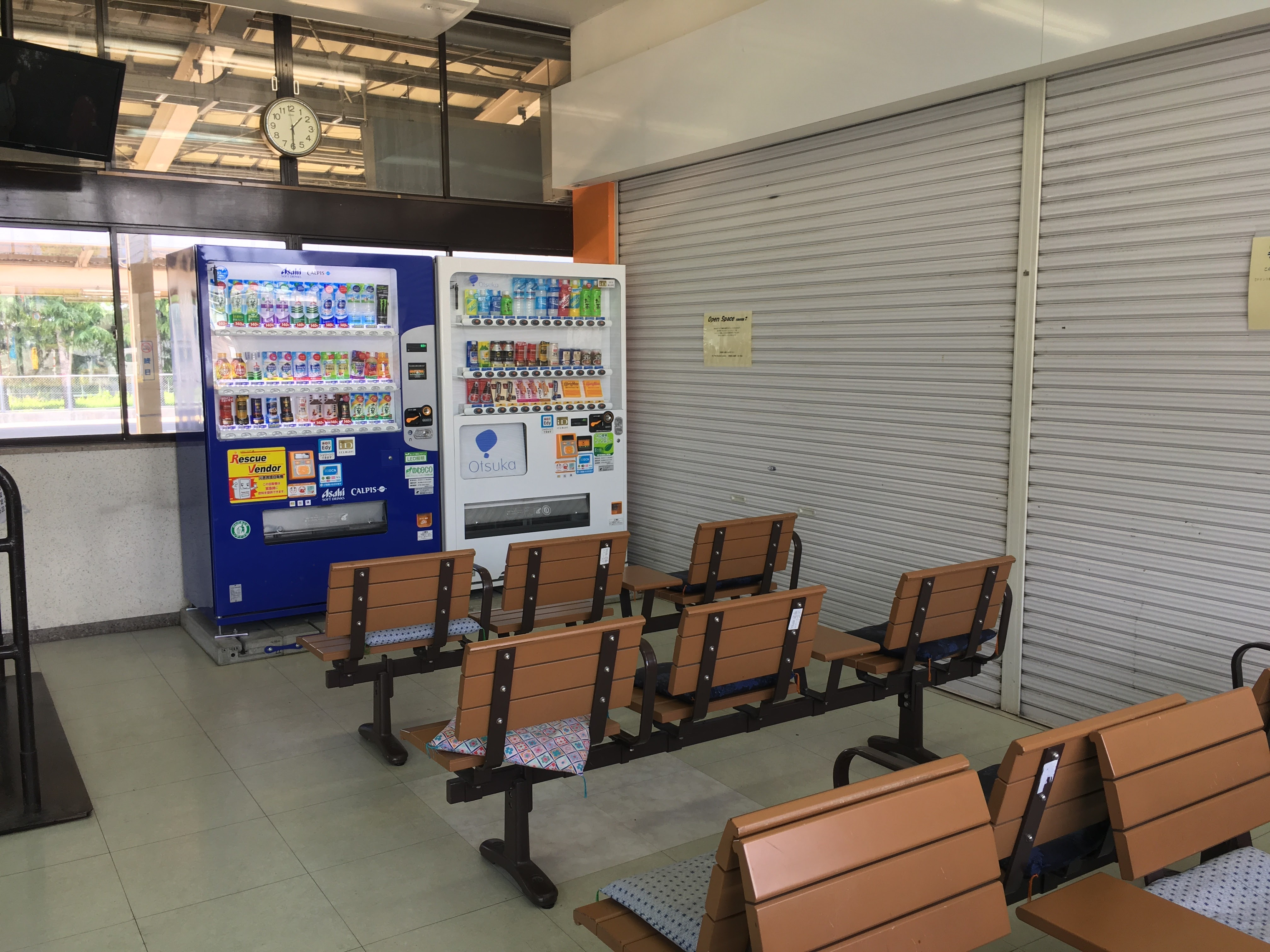
待合室
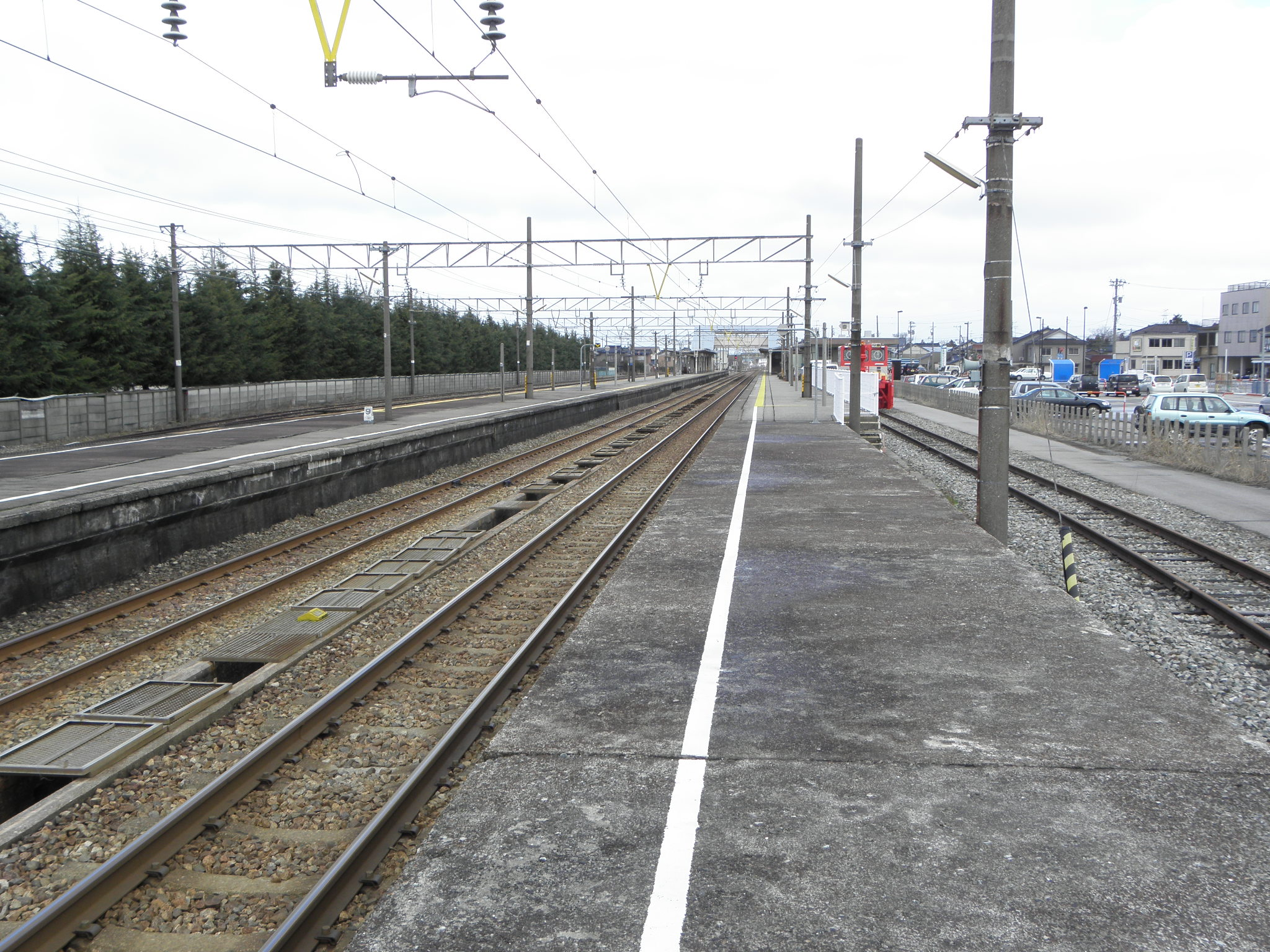
ホーム

### のりば
| 番線 | 路線                  | 方向 | 行先                 | 備考                          |
| ---- | --------------------- | ---- | -------------------- | ----------------------------- |
| 1    | ■あいの風とやま鉄道線 | 上り | 魚津・富山・金沢方面 | 当駅始発などの一部列車は2番線 |
| 2・3 | ■あいの風とやま鉄道線 | 下り | 泊・糸魚川方面       | 2番線は一部列車のみ           |

### 到着メロディ
2017年（平成29年）3月の新旅客案内システム導入に伴い、生地駅と共通で、公共交通の利用促進を目的に黒部ワンコイン・プロジェクト実行委員会が2016年（平成28年）に制作した「公共交通のうた」（高原兄作曲）のアレンジが到着メロディとして使用開始された。

## 貨物取扱

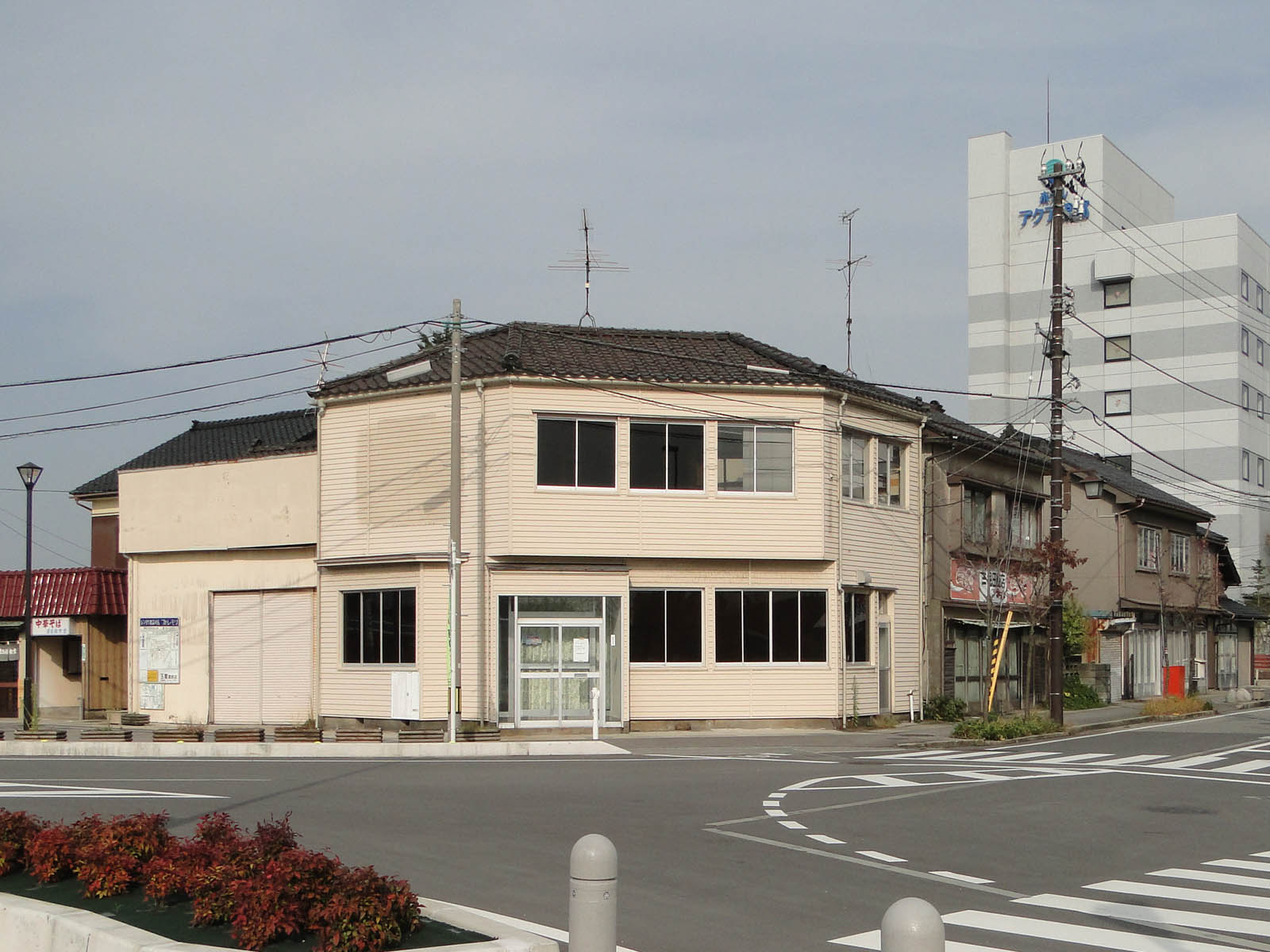
近年廃止された日本通運事務所跡（2010年11月）

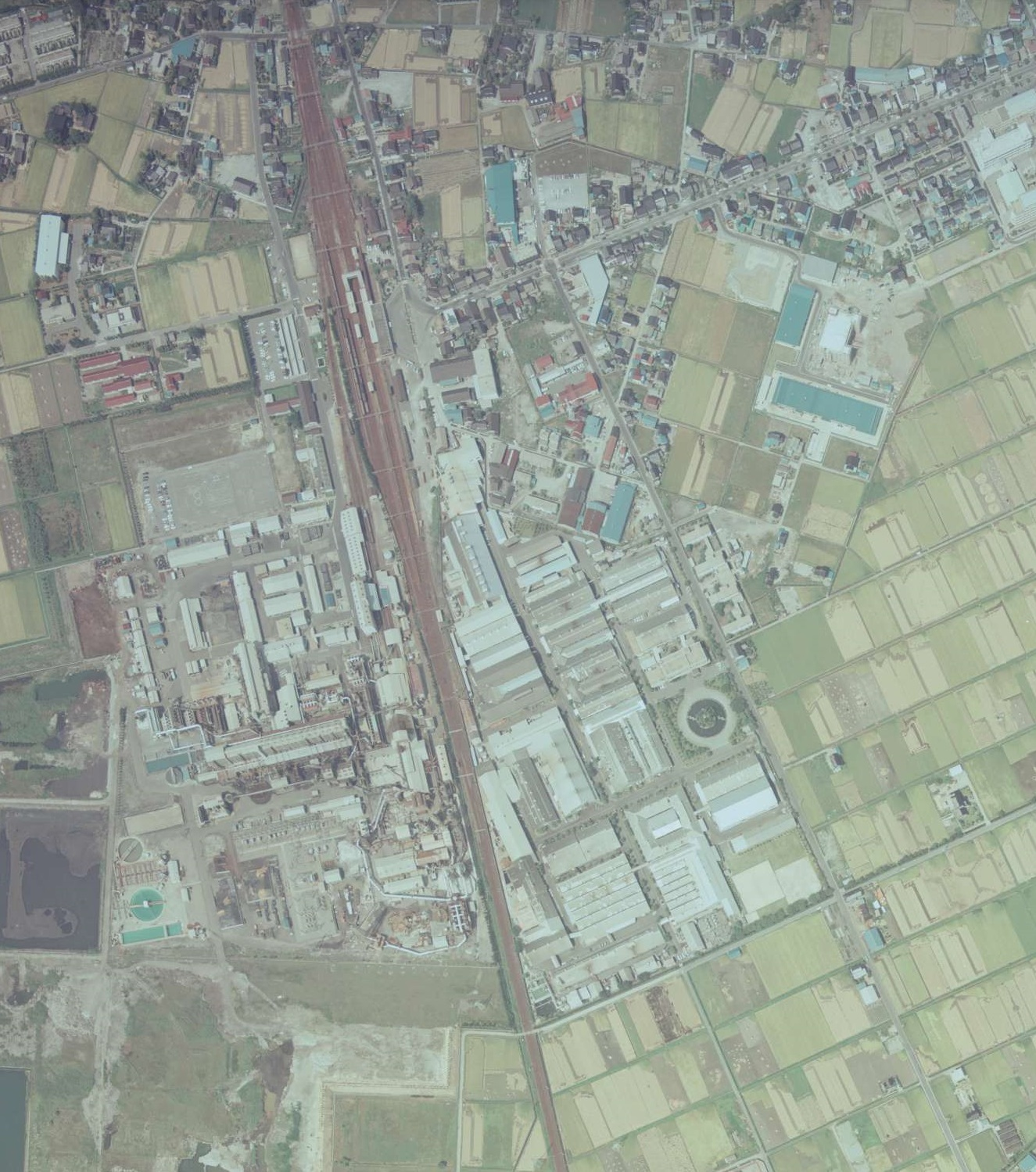
1975年（昭和50年）9月1日撮影の当駅周辺航空写真

1987年（昭和62年）4月1日のJR貨物発足当時は専用線発着車扱貨物のみを取扱う駅であったが、1994年（平成6年）3月21日より営業範囲を改正して、専用線発着車扱貨物に加えて専用線発着コンテナ貨物の取扱を開始した。その後、1995年（平成7年）に当駅に接続していた日鉱亜鉛三日市製錬所（現・JX金属三日市リサイクル）専用線が廃止され、1996年（平成8年）3月16日に専用線発着貨物一切の取扱を廃し、車扱貨物臨時取扱駅となった。2016年（平成28年）4月1日付でJR貨物の駅は正式に廃止され、貨物の取扱は終了している。
1951年（昭和26年）12月15日付『鉄道公報』第732号通報「専用線一覧について（営業局）」別表によると、当駅接続の専用線は次の通りであった。
- 北日本鉱業線（動力：手押、作業粁程：0.3粁）

1953年（昭和28年）10月10日付『鉄道公報』第1254号通報専用線一覧別表掲載中、当駅接続の専用線は次の通りであった。
- 日窒鉱業線（第三者使用：日本通運、動力：手押、作業粁程：0.3粁）

1970年（昭和45年）10月1日現在における当駅接続の専用線は以下の通りであった。
- 日本鉱業線（通運事業者：日本通運、動力：日本通運所有機関車、作業粁程：0.4粁、総延長粁程：1.1粁）

1983年（昭和58年）4月1日現在における当駅接続の専用線は以下の通りであった。
- 日本鉱業線（通運事業者等：松井運輸、動力：私有機関車、作業粁程：0.4粁、総延長粁程：1.3粁）

## 利用状況
2020年（令和2年）度の1日平均乗車人員は1,016人である。
各年度の1日平均乗車人員は以下の通りである。
| 年度   | 1日平均 乗車人員 |
| ------ | ---------------- |
| 1995年 | 1,614            |
| 1996年 | 1,646            |
| 1997年 | 1,644            |
| 1998年 | 1,648            |
| 1999年 | 1,704            |
| 2000年 | 1,688            |
| 2001年 | 1,683            |
| 2002年 | 1,655            |
| 2003年 | 1,603            |
| 2004年 | 1,584            |
| 2005年 | 1,615            |
| 2006年 | 1,612            |
| 2007年 | 1,590            |
| 2008年 | 1,584            |
| 2009年 | 1,491            |
| 2010年 | 1,442            |
| 2011年 | 1,455            |
| 2012年 | 1,501            |
| 2013年 | 1,499            |
| 2014年 | 1,311            |
| 2015年 | 1,249            |
| 2016年 | 1,305            |
| 2017年 | 1,360            |
| 2018年 | 1,381            |
| 2019年 | 1,337            |
| 2020年 | 1,016            |

備考
1. ↑  2014年度は2015年3月13日までの計347日間を集計したデータ。

## 駅周辺
黒部市の中心市街地からはやや西へ外れており、地鉄本線の電鉄黒部駅は当駅から1kmほど離れている。市営駐輪場とパークアンドライド駐車場が整備されている。
- YKK牧野工場
- YKK「K-TOWN」

店舗や交流施設が少ない黒部駅前を活性化させるため、YKKが工場従業員向け単身寮にイベント用ホール（K-HALL）を併設。コンビニエンスストアや飲食店も誘致し、2017年8月に開業。
- JX金属黒部ガルバ（JXTGグループ）
- JX金属三日市リサイクル（JXTGグループ）
- 国土交通省黒部工事事務所
- ホテルアクア黒部
- 黒部市農業協同組合（JAくろべ）
- 黒部市民病院
- 富山地方鉄道（路線バス）「黒部駅前」停留所
- 富山地方鉄道本線 - 当駅の東側で立体交差する。

## 隣の駅
※「あいの風ライナー」（平日のみ運転）の隣の停車駅は、あいの風ライナーの項を参照のこと。
あいの風とやま鉄道
■あいの風とやま鉄道線
魚津駅 - 黒部駅 - 生地駅

## 富山地方鉄道 黒部駅（廃止）

### 歴史
- 1922年（大正11年）11月5日：黒部鉄道の三日市 - 下立駅間開業に伴い、省線三日市駅に隣接する三日市駅が開業する[39][40]。
- 1930年（昭和5年）4月10日：黒部鉄道の三日市 - 石田港間（1.7 km）が開業する[39][40]。
- 1939年（昭和14年）12月8日：黒部鉄道が富山電気鉄道に対し三日市 - 石田港駅間の譲渡申請を行う[40]。
- 1940年（昭和15年）
  - 2月29日：富山電気鉄道が黒部鉄道石田港線の譲渡申請を認可する[40]。
  - 3月27日：富山電気鉄道線と並走する黒部鉄道線の石田港駅 - 三日市駅間を富山電気鉄道に譲渡する[40][41]。
  - 5月23日：富山電気鉄道石田港線の廃止許可を受ける[40]。
  - 6月1日：富山電気鉄道が石田港線を廃止する[42]。
- 1943年（昭和18年）1月1日：会社統合により、富山県内の全ての鉄道会社が富山電気鉄道を中心とする富山地方鉄道（地鉄）に統合され、旧黒部鉄道は黒部線となる[40]。同時に三日市駅から西三日市駅までが富山地方鉄道本線の支線となり、三日市 - 宇奈月駅間を黒部線とする[41]。
- 1943年（昭和18年）11月11日：旧黒部鉄道の路線の600Vから1500Vへの昇圧およびプラットホーム改修などの工事が完了し、電鉄富山駅 - 宇奈月駅間において直通運転が開始される[40]。それに伴い、国鉄線から地鉄線で宇奈月温泉方面へ向かう乗客の乗換駅となったほか、後に地鉄のバスターミナルとして発展する西三日市駅への乗換駅ともなった。
- 1956年（昭和31年）4月10日：黒部駅に改称する[41]。
- 1969年（昭和44年）8月17日：地鉄の電鉄桜井駅（現在の電鉄黒部駅） - 黒部駅間（黒部支線）と地鉄黒部駅が廃止[40][43]。廃線の際、黒部市は「通勤客に打撃を与え、黒部峡谷の玄関口だった黒部駅の地位が低くなる」と異論を唱え、宇奈月町（当時）も「観光客、貨物輸送に不便となる」と反対したが、富山地方鉄道の合理化策に押し切られる形で廃止となった[44]。

### 隣の駅
富山地方鉄道
黒部支線（1969年廃止）
電鉄桜井駅 - 黒部駅
富山電気鉄道
石田線（石田港線、1940年廃止）
堀切駅 - 三日市駅

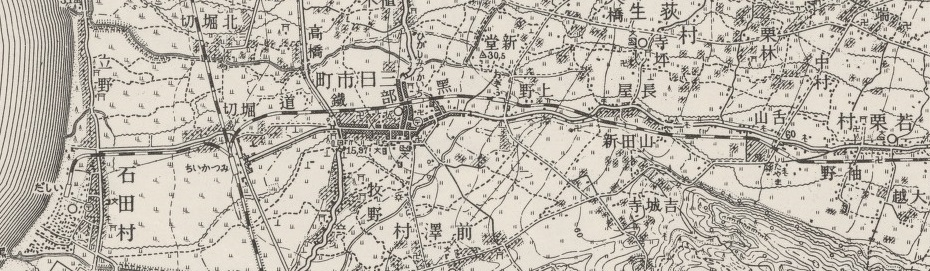
1930年（昭和5年）当時の三日市駅周辺地図
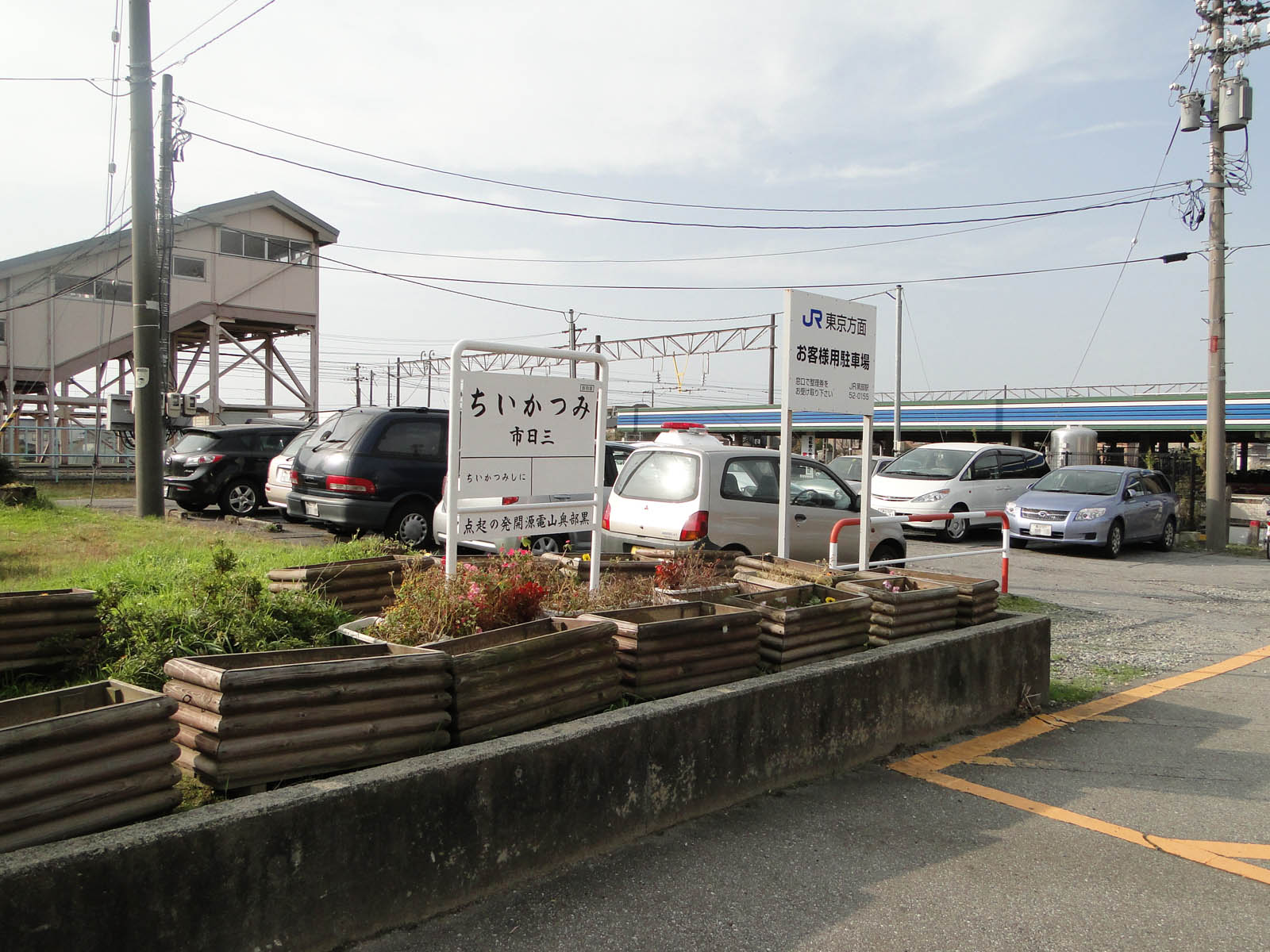
旧黒部鉄道三日市駅の記念駅名標。180°ずれているので、正しくは右方向が「にしみっかいち」である。
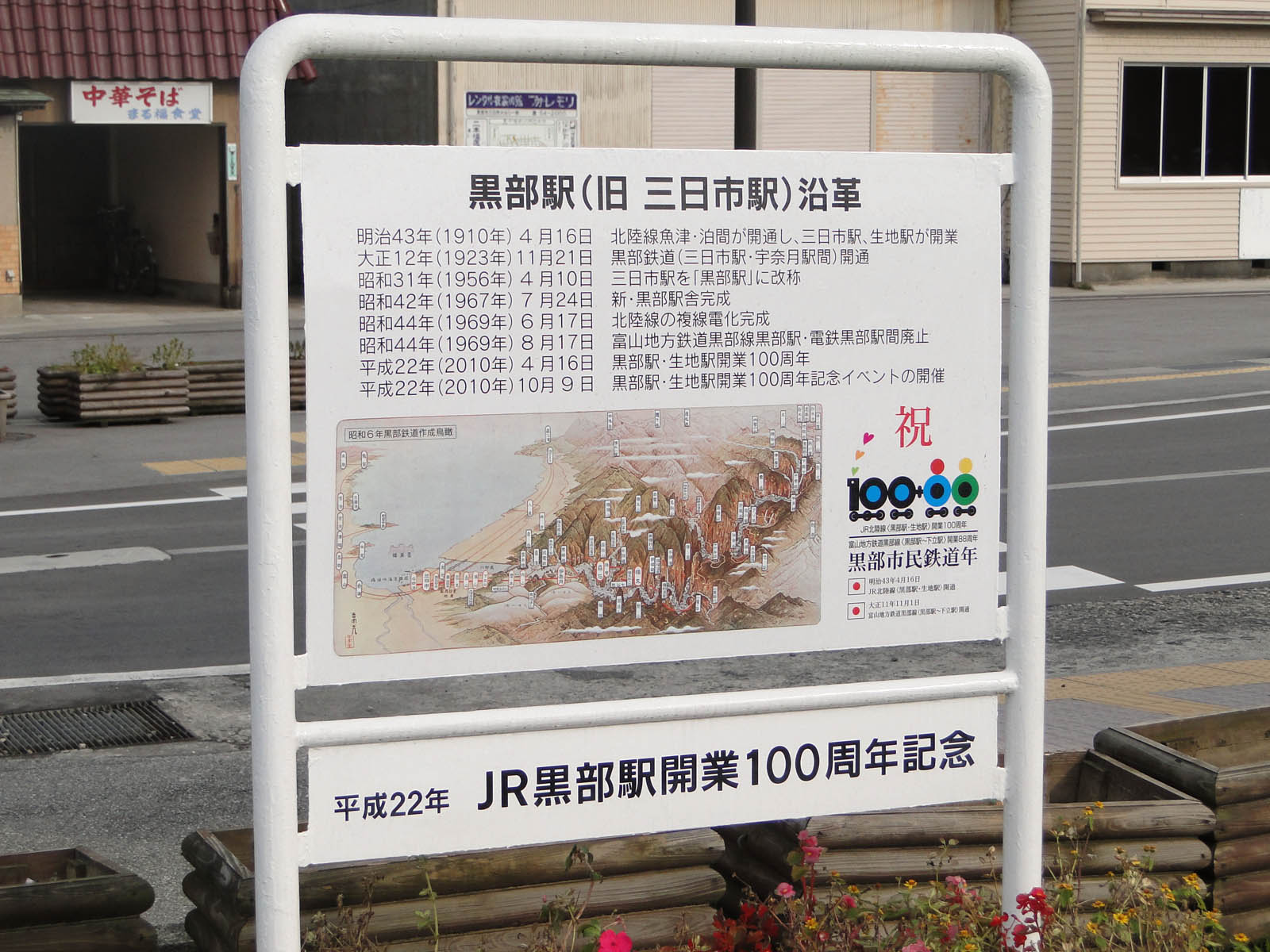
黒部市鉄道100年記念の駅標の裏。簡単な歴史を表示している。
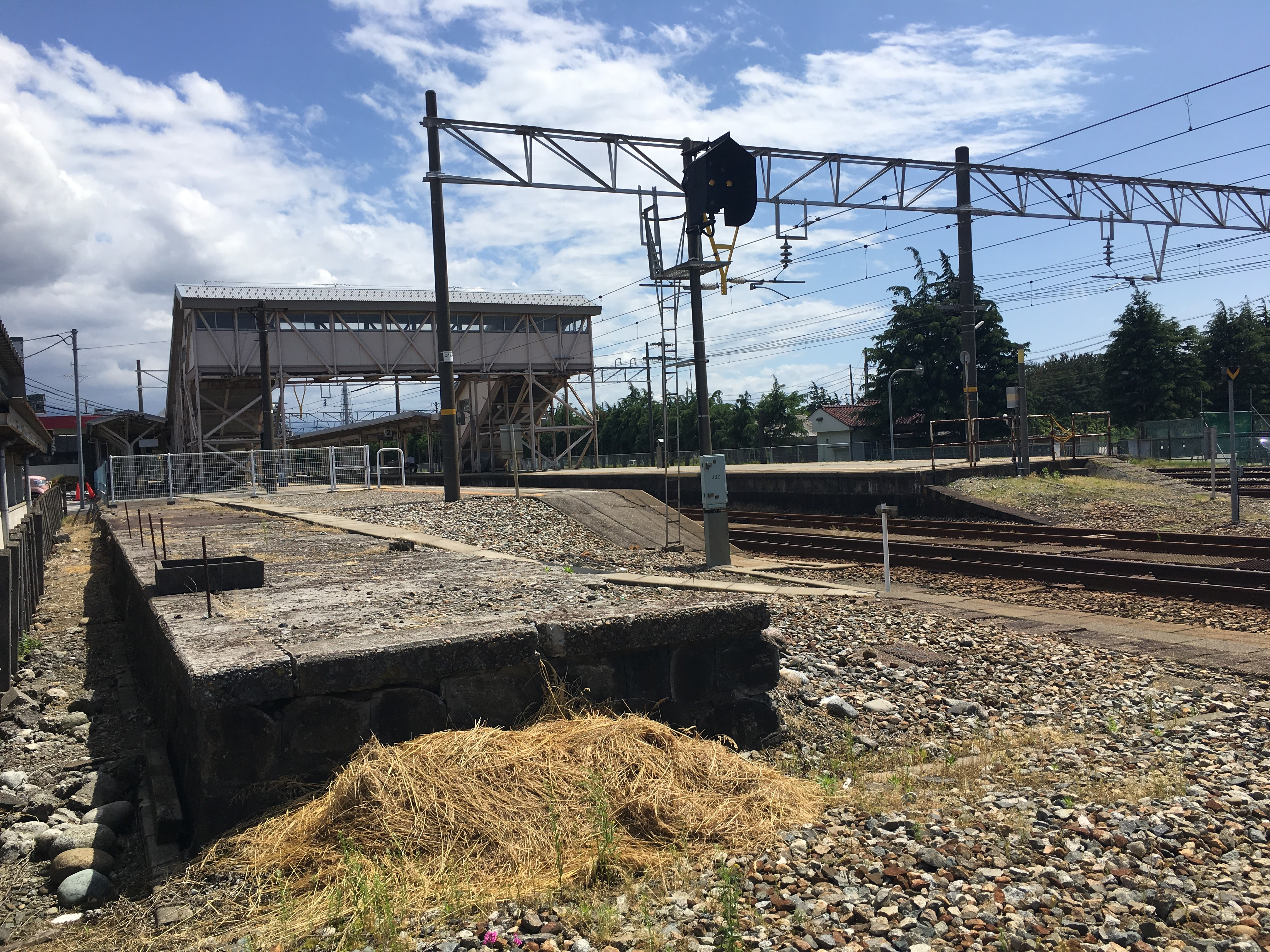
ホーム跡